# جوان هارتيجان
جوان هارتيجان (بالإنجليزية: Joan Hartigan)‏ مواليد 6 يونيو 1912 في سيدني - الوفاة 31 أغسطس 2000 في سيدني، كانت لاعبة كرة مضرب أسترالية. كما أنها إحدى بطلات الجراند سلام. أعلى تصنيف لها في الفردي كان المركز الـ 8 في سنة 1934.

## الخط الزمني للفردي
مفتاح
| ف | ن | ن.ن | ر.ن | د# | د.م | ل | أ.أ | ت | غ | ب | ف | ذ | م.خ | ل.ت |

(ف) فاز بالبطولة (ن) وصل النهائي (ن.ن) نصف النهائي (ر.ن) ربع النهائي (د#) الأدوار الأربعة الأولى (د.م) دور المجموعات (ل) شارك في كأس ديفيز (أ.أ) خرج من الأدوار الاولى (ت) خسر التصفيات التأهيلية (غ) غاب عن الحدث أو البطولة (ب) حصل على ميدالية برونزية (ف) حصل على ميدالية فضية (ذ) حصل على ميدالية ذهبية (م.خ) بطولة الماسترز خُفضت إلى مرتبة أقل (ل.ت) البطولة لم تعقد في السنة المعينة.
لتجنب الارتباك وازدواجية الحساب، يتم تحديث هذه المعلومات إما في نهاية البطولة، أو عندما تكون مشاركة اللاعب في البطولة قد انتهت.
| الدورة                 | 1931  | 1932  | 1933  | 1934  | 1935  | 1936  | 1937  | 1938  | 1939  | 1940  | 1941 – 1944 | 1945  | 19461 | 19471 | 1948  | 1949  | إجمالي ف/م |
| ---------------------- | ----- | ----- | ----- | ----- | ----- | ----- | ----- | ----- | ----- | ----- | ----------- | ----- | ----- | ----- | ----- | ----- | ---------- |
| البطولة الأسترالية     | ر.ن   | غ     | ف     | ف     | غ     | ف     | ر.ن   | ر.ن   | ن.ن   | ن.ن   | ل.ت         | ل.ت   | ر.ن   | د2    | غ     | غ     | 3 / 10     |
| البطولة الفرنسية       | غ     | غ     | غ     | د3    | غ     | غ     | غ     | غ     | غ     | ل.ت   | R           | غ     | غ     | غ     | غ     | غ     | 0 / 1      |
| بطولة ويمبلدون         | غ     | غ     | غ     | ن.ن   | ن.ن   | غ     | غ     | د2    | غ     | ل.ت   | ل.ت         | ل.ت   | غ     | د3    | غ     | د1    | 0 / 5      |
| بطولة الولايات المتحدة | غ     | غ     | غ     | غ     | غ     | غ     | غ     | غ     | غ     | غ     | غ           | غ     | غ     | غ     | غ     | غ     | 0 / 0      |
| م.ف                    | 0 / 1 | 0 / 0 | 1 / 1 | 1 / 3 | 0 / 1 | 1 / 1 | 0 / 1 | 0 / 2 | 0 / 1 | 0 / 1 | 0 / 0       | 0 / 0 | 0 / 1 | 0 / 2 | 0 / 0 | 0 / 1 | 3 / 16     |

- إجمالي ف / م = إجمالي الفوز والمشاركة

## روابط خارجية
- جوان هارتيجان على موقع اتحاد التنس الأسترالي (الإنجليزية)
- جوان هارتيجان على موقع بطولة ويمبلدون (الإنجليزية)
- جوان هارتيجان على موقع خلاصة التنس.كوم (الإنجليزية)